# 夕張源太
夕張 源太（ゆうばり げんた、2000年1月7日 - ）は、日本のプロレスラー。北海道出身。